# Bakonya
Bakonya je selo u južnoj Mađarskoj. Zauzima površinu od 15,07 km četvornih.

## Zemljopis
Nalazi se na 46° 5' sjeverne zemljopisne širine i 18° 5' istočne zemljopisne dužine. Nalazi se 5 km jugoistočno od Pečuha te 1 km istočno od Kővágótöttösa. Kovasiluš je 2 km istočno, Cserkút 3 km jugoistočno, Tević 5 km sjeverozapadno, Abaliget 6 km sjeveroistočno, Bikeš 7 km sjeverozapadno, Boda 1,5 km zapadno te Eleš 7 km zapadno. Upravno pripada Pečuškoj mikroregiji u Baranjskoj županiji. Poštanski broj je 7675.

## Povijest
Naseljena još u neolitiku. Tu se mogu naći i tragovi keltskih naseobina. Prvi put se spominje u 13. stoljeću, 1235. godine. Naziv je slavenskog podrijetla, riječi "bukva".

## Vanjske poveznice
- (mađ.) Bakonya a Vendégvárón  Arhivirana inačica izvorne stranice od 10. ožujka 2007. (Wayback Machine)
- Bakonya na fallingrain.com